# Ujan (fiume)
Lo Ujan (in russo Уян?) è un fiume della Russia siberiana orientale, tributario di sinistra dell'Učur (bacino idrografico dell'Aldan). Scorre nella Sacha-Jakuzia.
Nasce nell'area montuosa dell'altopiano dell'Aldan e scorre successivamente nella valle dell'Učur con direzione mediamente settentrionale, ricevendo come maggior affluente il Sjutjukjan (lungo 85 km) dalla destra idrografica. Sfocia nell'Učur a 520 km dalla foce. La lunghezza del fiume è di 233 km, il bacino imbrifero è di 6 370 km².